# Шмук, Хельмут
Хельмут Шмук (нем. Helmut Schmuck; род. 7 апреля 1963, Санкт-Мартин-Лофер, Зальцбург) — австрийский легкоатлет, специалист по горному бегу, бегу на длинные дистанции, кроссу и марафону. Выступал на профессиональном уровне с конца 1980-х по начало 2000-х годов, чемпион мира и Европы в горном беге, многократный победитель первенств национального значения, участник летних Олимпийских игр в Барселоне.

## Биография
Хельмут Шмук родился 7 апреля 1963 года в общине Санкт-Мартин-бай-Лофер, федеральная земля Зальцбург. Занимался лёгкой атлетикой в Вене, проходил подготовку в столичном одноимённом клубе LCC Wien.
В 1988 году принял участие в Берлинском марафоне, с результатом 2:16:19 занял 17-е место.
В 1990 году с личным рекордом 2:13:17 финишировал третьим на Венском марафоне. В составе австрийской сборной стартовал в марафоне на чемпионате Европы в Сплите, показал на финише 21-й результат (2:30:28).
В 1991 году на Кубке мира по горному бегу в Церматте стал четвёртым в личном зачёте дистанции 17,3 км и тем самым помог соотечественникам выиграть серебряные медали командного зачёта. Помимо этого, занял 17-е место на Берлинском марафоне.
Благодаря череде успешных выступлений в 1992 году удостоился права защищать честь страны на летних Олимпийских играх в Барселоне — в программе марафона показал время 2:23:38, расположившись в итоговом протоколе на 47-й строке. На Кубке мира по горному бегу в Валь-ди-Сузе одержал победу на длинной дистанции и взял бронзу командного зачёта.
В 1994 году отметился победой на Кубке мира по горному бегу в Берхтесгадене.
В 1995 году победил на впервые проводившемся Кубке Европы по горному бегу в Вальроге.
На домашнем Кубке мира по горному бегу в Тельфес-им-Штубай стал бронзовым призёром в личном зачёте и серебряным призёром в командном.
В 1997 году выиграл домашний Кубок Европы по горному бегу в Эбензе-ам-Траунзе, получив также серебро в командном зачёте.
На Кубке мира по горному бегу 1998 года в Димитиле финишировал шестым, выиграл бронзовую медаль командного зачёта.
В 2000 году на Кубке мира по горному бегу в Бергене занял девятое место в личном зачёте и второе место в командном.
В 2001 году завоевал бронзовую награду командного зачёта на Кубке Европы по горному бегу в Церкле-на-Гореньскем.
В 2002 году на чемпионате Европы по горному бегу в Камара-ди-Лобуш сошёл с дистанции, но вместе с соотечественниками выиграл серебряную медаль командного зачёта.
В 2003 году финишировал вторым на горном чемпионате Европы в Тренто.
В общей сложности Хельмут Шмук 22 раза становился чемпионом Австрии в различных дисциплинах лёгкой атлетики, имеет титулы национального чемпиона в беге на 10 000 метров (1990, 1995), беге на 25 км по шоссе (1988—1990), полумарафоне (1993), марафоне (1990), кроссе на короткой дистанции (1990), кроссе на длинной дистанции (1995, 1996, 1999), горном беге (1988, 1991, 1993—1996, 1998—2000, 2003, 2004).